# Веселовська Вікторія Володимирівна
Веселовська Вікторія Володимирівна (9 листопада 1950, Львів — 11 вересня 2004, Львів) — головний лікар, головна наркологиня Головного управління охорони здоров'я ЛОДА, голова асоціації Львівського обласного осередку Всеукраїнської наркологічної асоціації (ВНА), членкиня ради та виконкому ВНА (м. Київ), відповідальна секретарка координаційної ради з питань суспільно-небезпечних узалежнень та груп ризику громадян при голові Львівської облдержадміністрації. Мала вищу кваліфікаційну категорію з управління та організації охорони здоров'я, вищу кваліфікаційну категорію з наркології.

## Життєпис
Народилася 9 листопада 1950 року у місті Львові, в родині лікарів. Батько — Веселовський Володимир Якович — головний бухгалтер «Львівського заводу автонавантажувачів», мати, Веселовська Віра Дмитрівна — медсестра. Мала двох братів — Всеволода та В'ячеслава. Всеволод був отруєний німцями під час Другої Світової війни у місті Росток, Німеччина. Другий брат В'ячеслав був успішним психіатром, але також помер у 1994 році. Має доньку Вікторію.

## Освіта
У 1974 році закінчила Львівський державний медінститут, а в 1975 році — інтернатуру з психіатрії.

## Кар'єра
У 1975—1977 роках — районна психіатриня Кам'янко-Бузької ЦРЛ.
У 1977—1986 роках — психотерапевтка 1-ї міської поліклініки м. Львова, вул. Руська, 20.
У 1984—1990 роках — головна психотерапевтка Львівського облздороввідділу.
У 1986—1987 роках — старша лікар-інспектор лікувально-профілактичного сектору Львівського облздороввідділу.
З вересня 1987року — головна лікарка ЛОДКНД.

## Смерть
Померла 11 вересня у лікарні на Топольній від аневризми у правій півкулі мозку. Похована на Личаківському цвинтарі.